# Cassia lancangensis
Cassia lancangensis är en ärtväxtart som beskrevs av Y.Y.Qian. Cassia lancangensis ingår i släktet Cassia och familjen ärtväxter. Inga underarter finns listade i Catalogue of Life.